# Cruria epicharita
Cruria epicharita là một loài bướm đêm trong họ Noctuidae.